# Кеноси, Фануэль
Фануэль Кеноси — ботсванский бегун на короткие дистанции, специализируется в беге на 200 метров. Бронзовый призёр чемпионата Африки 2008 года с результатом 20,72. На олимпийских играх 2008 года не смог пройти дальше предварительных забегов. На чемпионате Африки 2010 года занял 8-е место.
Обладатель национального рекорда в эстафете 4 x 100 метров в помещении.
Личный рекорд на дистанции 100 метров — 10,58; 200 метров — 20,72; 400 метров — 47,09.